# Wilbrand I. von Loccum-Hallermund
Wilbrand I. von Loccum-Hallermund (auch: Wulbrand) (* um 1120; † 1167) war Graf von Hallermund.
Sein Vater war Burchard I. von Loccum.
1148 stiftete er Kloster Schinna.
Im Jahre 1163 veranlasste er in seinem Besitztum Loccum die Gründung eines Klosters, das von Zisterziensermönchen in jahrelanger Arbeit als „Filiale“ ihres thüringischen Klosters Volkenroda errichtet wurde.
Er zog mit dem deutschen Heer unter Kaiser Friedrich I. (Barbarossa) gegen Papst Alexander. Er verstarb im Juli/August 1167 nach der Eroberung von Rom im Lager des deutschen Heeres vor Rom an der Pest.
Alle seine Söhne verstarben ohne Nachfahren, Ludolf I. 1191 an den Folgen einer Verletzung während eines Ritterturniers, Wilbrand II. 1189 auf dem Dritten Kreuzzug. Damit starb sein Adelsgeschlecht im Mannesstamm aus.
Das Erbe fiel somit an Wilbrands Tochter Adelheid, durch deren zweite Ehe mit dem Grafen Günter II. von Käfernburg zu Schwarzburg die Grafschaft in den Besitz der Familie von Kevernburg gelangte. Eine Linie der Grafen von Kevernburg nannte sich daraufhin Grafen von Hallermund.

## Ehe und Kinder
Er heiratete Beatrix von Salm-Rheineck, Tochter von Otto I. von Salm.
- Ludolf I. († 1191)
- Burchard II.
- Wilbrand II. († 1189 in Antiochia)
- Beatrix ⚭ Heinrich II. Graf von Oldenburg-Wildeshausen († 1199)
- Adelheid von Loccum-Hallermund (Erbtochter).
  - ⚭ 1). Graf Konrad II. von Wassel (* um 1145; † 1176/78), Vitztum von Hildesheim
  - ⚭ 2). Graf Günter II. von Käfernburg zu Schwarzburg (* um 1135, † 1197)